# Schizoporella obesa
Schizoporella obesa är en mossdjursart som först beskrevs av Campbell Easter Waters 1900.  Schizoporella obesa ingår i släktet Schizoporella och familjen Schizoporellidae. Inga underarter finns listade i Catalogue of Life.